# جيسي تايلر فيرغسون
جيسي تايلر فيرغسون (بالإنجليزية: Jesse Tyler Ferguson)‏ ولد في (22 أكتوبر 1975), في ميسولا، مونتانا، الولايات المتحدة, هو ممثل أمريكي، والذي قام بالتمثيل بدور شخصية «ميتشل بريتشيت»  في المسلسل الحائز على جائزة أفضل كوميديا من سلسلة جوائز إيمي مسلسل العائلة الحديثة التي بنيت على شبكة التلفزيونية ABC. وقد تم ترشيح تايلر لجائزة إيمي, وقد فاز وترشح بجائزة نقابة ممثلي الشاشة.
ويُذكر أن جيسي تايلر مثلي، وقد احتفل مع صديقه جاستن ميكيتا بزواجهما في يوليو 2013.